# Ondřej Mazuch
Ondřej Mazuch (Hodonín, Checoslovaquia, 15 de marzo de 1989) es un futbolista checo que juega de defensa en el F. K. Teplice de la Liga de Fútbol de la República Checa.

## Biografía
Ondřej Mazuch, que actúa de defensa central, empezó su carrera futbolística en las categorías inferiores del FC Brno. En 2006 pasó a formar parte de la primera plantilla del club.
El 2 de junio de 2007 fichó por la ACF Fiorentina italiano, equipo que tuvo que realizar un desembolso económico de 2,8 millones de euros para poder hacerse con sus servicios. Debutó con su nueva camiseta el 11 de diciembre en un partido de la Copa de Italia contra el Ascoli Calcio.

## Selección nacional
Ha sido internacional con la selección de fútbol de la República Checa, ha jugado 4 partidos internacionales.
Con la selección sub-17 quedó subcampeón del Campeonato Europeo Sub-17 de la UEFA 2006. Al año siguiente, con la sub-20 quedó subcampeón de la Copa Mundial de Fútbol Sub-20 de 2007. En ese torneo su equipo perdió la final contra Argentina por un gol a dos.

## Clubes
| Club                 | País            | Año       |
| -------------------- | --------------- | --------- |
| 1. F. C. Brno        | República Checa | 2006-2007 |
| ACF Fiorentina       | Italia          | 2007-2009 |
| R. S. C. Anderlecht  | Bélgica         | 2009-2012 |
| F. C. Dnipro         | Ucrania         | 2012-2015 |
| A. C. Sparta Praga   | República Checa | 2015-2017 |
| Hull City A. F. C.   | Inglaterra      | 2017-2019 |
| F. K. Mladá Boleslav | República Checa | 2020      |
| F. K. Teplice        | República Checa | 2021-     |

## Palmarés

### Campeonatos nacionales
| Título                      | Club                | País    | Año  |
| --------------------------- | ------------------- | ------- | ---- |
| Primera División de Bélgica | R. S. C. Anderlecht | Bélgica | 2010 |
| Supercopa de Bélgica        | R. S. C. Anderlecht | Bélgica | 2010 |